# Voyager (cómic)
Voyager —Viajero en España— (Va Nee Gast), inicialmente conocida con el alias Valerie Vector) es una superheroína que aparece en los cómics estadounidenses publicado por Marvel Comics. Creada por Mark Waid, Al Ewing, Jim Zub, Michael Allred y Laura Allred, el personaje apareció por primera vez en The Avengers #675 como parte de la historia de Avengers: No Surrender. Voyager fue presentada inicialmente como un miembro fundador "perdido" de los Vengadores, pero posteriormente se reveló que era la hija y aliada del Gran Maestro, uno de los Ancianos del Universo, antes de desertar realmente al lado de los Vengadores.

## Historial de publicaciones

### Concepto y creación
El concepto de un "fundador perdido" de los Vengadores se sugirió inicialmente durante la planificación de Marvel Legacy, y los escritores atribuyeron tentativamente la idea a Tom Brevoort. El concepto es similar al de Triumph, un miembro fundador establecido retroactivamente de la Liga de la Justicia de América cocreado por Mark Waid, uno de los creadores de Voyager; Como resultado, Waid insistió en que la Voyager no fuera un fundador "real", no queriendo repetir su trabajo en Triumph.La similitud entre los dos fue aludida en la historia ficticia de la Voyager, en la que ella afirma haber sido borrada de la historia mientras luchaba contra "Victory, el Hombre Electromagnético", un pastiche de Triumph y miembro del Escuadrón Siniestro.
Los poderes de teletransportación de Voyager fueron sugeridos por Jim Zub como habilidades que no estaban ampliamente representadas entre los Vengadores, además de ser útiles como recurso argumental para la historia de No Surrender.Su nombre sugirió tanto para relacionarse con sus poderes como para aludir a las convenciones de nomenclatura de los Ancianos del Universo; otros nombres considerados incluyeron "Legacy", "Vector", "Apex", "Transit" y "Portal Princess".Su diseño fue creado por Mike Allred y Laura Allred, y estaba destinado específicamente a encajar con los diseños de los personajes de Marvel de la década de 1960, la era de la que supuestamente proviene Voyager.

## Biografía ficticia
Va Nee Gast era la hija del Gran Maestro, viajaba por la galaxia con él y jugaba por el destino de los planetas. Sin embargo, llegó a resentirse con su padre por tratarla como una pieza de juego en sus juegos.
Cuando la Tierra fue elegida como campo de batalla para una competencia entre el Gran Maestro y su hermano, el Challenger, Voyager fue plantada en secreto en el planeta como el "arma secreta" del Gran Maestro,usando sus poderes recién concedidos para implantar recuerdos falsos con el fin de adoptar la apariencia de "Valerie Vector", miembro fundador de los Vengadores que se perdió luchando contra el miembro del  Escuadrón Siniestro Victory the Electronic Man.Cuando la verdad de su identidad fue revelada por Visión y Edwin Jarvis, Voyager se volvió contra sus aliados y reclamó la quinta "piramoide" objetivo del concurso para ella misma;sin embargo, durante la defensa de los Vengadores de su cuartel general contra Hulk, Voyager se sintió conmovida por su valentía y heroísmo, lo que la llevó a ayudarlos a restaurar la Tierra a su lugar apropiado y en derrotar al Challenger, cuya ira había sido provocada por la duplicidad del Gran Maestro.
Después, los Vengadores le ofrecieron ser miembro, pero ella la rechazó, sintiendo que aún no se lo había ganado realmente y prometió regresar si el Gran Maestro alguna vez amenazaba a la Tierra nuevamente. Deseando enmendar sus acciones, Voyager se encargó de velar por el recién encarcelado Challenger en la Costa Lejana de la vida y la muerte, mostrándole las aventuras de los Vengadores con la esperanza de que encontrara en ellas la misma inspiración que ella lo hizo.
Voyager regresa en Avengers: No Road Home después de la diosa Nyx es liberada de su prisión por la contienda entre el Gran Maestro y el Challenger, lo que provoca que la noche global caiga en todo el universo.Sintiéndose responsable de la liberación de Nyx, Voyager reúne un equipo de Vengadores formado por Spectrum, Visión, Bruja Escarlata, Hawkeye, Hulk, Rocket Raccoon y Hércules, pero es demasiado tarde para evitar que Nyx masacre a los Dioses del Olimpo.Voyager envía a los Vengadores a través de las dimensiones para evitar que los hijos de Nyx reclamen los tres fragmentos de su poder, pero Nyx la captura en el proceso y la esclaviza por los poderes de Oizys, la diosa de la miseria.Aunque Voyager puede mantener temporalmente el fragmento guardado en Ciudad Omnipotencia lejos de Nyx teletransportándolo, y de la Bruja Escarlata, a través del tiempo hasta la Era Hiboria, Nyx los sigue al pasado y reclama el fragmento.
Voyager se libera de la misión de Oizys. control cuando Hércules supera su desesperación y le ofrece su ayuda, aplastando a Oizys hasta la muerte en el proceso y permitiendo que los Vengadores y Conan el Cimmerio sigan a Nyx hasta el fragmento final, en el planeta Euforia.Aunque la Voyager llega al punto de colapsar por el uso excesivo de sus poderes, logra transportar a los Vengadores. una última vez, siguiendo a Nyx con todos sus poderes hasta la Casa de las Ideas, la morada del Uno-sobre-Todo, y permitiendo que la Visión entre la Casa y evitar que Nyx reescriba la creación a su imagen.Con Nyx derrotada, Voyager regresó a Far Shore, solo para descubrir que el Challenger había escapado de su prisión y desaparecido.

## Poderes y habilidades
Voyager tiene la capacidad de crear portales que la teletransportan a ella y a otros a través del tiempo y el espacio sin limitaciones aparentes de distancia. Pudo llevar el Challenger a Far Shore, el "punto más lejano de la vida y la muerte".También transportó a los Vengadores a través del tiempo hasta la Era Hiboria.Sin embargo, el uso de estos poderes repetidamente o sobre un gran número de personas está agotando Voyager. Ella requirió que descansara antes de usarlos nuevamente.Sus poderes también se extienden a la habilidad "viajar" a través de los recuerdos.Ella puede implantar nuevos recuerdos y alterar los existentes.Voyager también puede volar gracias a sus poderes cuánticos.

## Otras versiones
La historia de fondo ficticia que Voyager les dio a los Vengadores es cierta en la realidad alternativa de la Tierra-17122. En esta Tierra, Valerie Vector era hija del científico Arthur Vector, quien obtuvo sus poderes cuánticos cuando se topó con uno de los experimentos de su padre después de escuchar que su madre quería el divorcio. La Voyager sirvió como superhéroe y Vengadora durante años hasta que aparentemente murió durante una pelea con el Escuadrón Siniestro.

## Recepción

### Reconocimientos
- En 2019, CBR.com clasificó a Voyager en el noveno lugar en su lista de los "10 Mejores Nuevos Vengadores de la Década".[25]

## En otros medios

### Videojuegos
- Voyager aparece como un personaje reclutable en Marvel Avengers Academy. Aparece como una Vengadora de la década de 1960 que vuelve a entrar en la corriente temporal sólo para descubrir que nadie recuerda su existencia.[26]